# Twig (Template-Engine)
Twig ist eine Template-Engine für die Programmiersprache PHP. Die Syntax wurde von der Template-Engine Jinja sowie der des Django-Frameworks beeinflusst. Twig ist eine freie Software, unter der BSD-Lizenz, und wird von Fabien Potencier betreut. Die erste Version wurde von Armin Ronacher entwickelt. Das PHP-Framework Symfony benutzt Twig als Standard für die Template-Engine.

## Funktionen
- Unterstützung von Kontrollfluss
- automatische Maskierung
- Vererbung von Vorlagen
- variable Filter[6]
- Unterstützung für Internationalisierung mittels gettext
- Makros
- Erweiterbarkeit[3][7]

Twig wird von den folgenden Integrierte Entwicklungsumgebungen unterstützt:
- Eclipse
- Komodo
- NetBeans
- PhpStorm (nativ)
- Visual Studio

Des Weiteren wird die Templating-Engine von folgenden Editoren unterstützt:
- Atom
- emacs
- Notepad++
- Sublime Text
- TextMate
- vim

## Syntax
Twig arbeitet mit drei Arten von Bezeichnern:
- {{ ... }}, um den Inhalt einer Variable oder das Ergebnis eines Ausdrucks (z. B. um eine vererbte Twig-Vorlage mit {{ parent() }}) auszugeben.
- {# ... #}, für Kommentare, die nicht weiter verarbeitet werden
- {% ... %}, für Kommandos und Kontrollstrukturen durch z. B. Schleifen oder Verzweigungen
  - {% set foo = 'bar' %}, für die Wertezuweisung.[9]
  - {% if i is defined and i == 1%} ... {% endif %}: Bedingte Anweisung und Verzweigung.
  - {% for i in 0..10 %} ... {% endfor %}: Schleifen

Der Apostroph (') ist die Escape-Sequenz.
So kann ein iteratives Array auf folgendem Wege erzeugt werden:
```
{%
 
set
 
meinArray
 
=
 
[
1
,
 
2
]
 
%}

```

Ähnlich gilt dies für Assoziative Datenfelder:
```
{%
 
set
 
meinArray
 
=
 
{
'key'
:
 
'value'
}
 
%}

```

## Operatoren und Vorrang
Die Operatoren und ihr Vorrang ist in folgender Tabelle in aufsteigender Priorität aufgelistet:
| Operator    | Funktion                                               |
| ----------- | ------------------------------------------------------ |
| b-and       | Konjunktion (logisch)                                  |
| b-xor       | Kontravalenz (logisch)                                 |
| b-or        | Disjunktion (logisch)                                  |
| or          | Disjunktion                                            |
| and         | Konjunktion                                            |
| ==          | Gleichheit                                             |
| !=          | Ungleichheit                                           |
| <           | kleiner als                                            |
| >           | größer als                                             |
| >=          | größer gleich                                          |
| <=          | kleiner gleich                                         |
| in          | innerhalb                                              |
| matches     | korrespondiert                                         |
| starts with | beginnt mit                                            |
| ends with   | endet mit                                              |
| ..          | Sequenz (z. B.: 1..5)                                  |
| +           | Plus                                                   |
| -           | Minus                                                  |
| ~           | Verkettung                                             |
| *           | Multiplikation                                         |
| /           | Division                                               |
| //          | Division (abgerundet)                                  |
| %           | Modulo                                                 |
| is          | Test (ex: ist definiert oder ist nicht leer)           |
| **          | Potenz                                                 |
| \|          | Filter                                                 |
| []          | Datenfeld                                              |
| .           | Attribut oder Methode eines Objects (z. B.: land.name) |

### Filter
Filter ermöglichen die Weiterverarbeitung eines Ausdrucks vor der Ausgabe und werden durch eine Pipe nach dem Ausdruck eingeleitet. Mögliche Filter sind beispielsweise:
- capitalize: ändert das erste Zeichen einer Zeichenfolge in einen Großbuchstaben.
- upper: ändert alle Zeichen einer Zeichenfolge in Großbuchstaben.
- first: zeigt die erste Zeile eines Datenfeldes an.
- length: gibt die Größe des Variablenwertes zurück.

### Spezielle Variablen
- loop beinhaltet Informationen zur aktuellen Iteration innerhalb einer Schleife. So gibt loop.index die Anzahl der bereits ausgeführten Iterationen zurück.
- Globale Variablen beginnen mit Unterstrichen. Zum Beispiel:
  - _route (URL-Teil hinter der Domain)
  - _self (eigener Dateiname)

So wird auf folgendem Weg der Pfad zur Seite angezeigt werden: {{ path(app.request.attributes.get('_route'), app.request.attributes.get('_route_params')) }}
- Die CGI Umgebungsvariablen, z. B. {{ app.request.server.get('SERVER_NAME') }}.

## Beispiel
Das folgende Beispiel zeigt den grundlegenden Einsatz von Twig.
```
{%
 
extends
 
"base.html"
 
%}

{%
 
block
 
navigation
 
%}

    
<
ul
 
id
=
"navigation"
>

    
{%
 
for
 
item
 
in
 
navigation
 
%}

        
<
li
>

            
<
a
 
href
=
"
{{
 
item.href
 
}}
"
>

                
{%
 
if
 
item.level
 
==
 
2
 
%}
&nbsp;&nbsp;
{%
 
endif
 
%}

                
{{
 
item.caption
|
upper
 
}}

            
</
a
>

        
</
li
>

    
{%
 
endfor
 
%}

    
</
ul
>

{%
 
endblock
 
navigation
 
%}

```